# Gare de Couffoulens – Leuc
Gare de Couffoulens - Leuc – przystanek kolejowy w miejscowości Couffoulens, w departamencie Aude, w regionie Oksytania, we Francji. Jest zarządzany przez SNCF i obsługiwany przez pociągi TER Occitanie. 
Przystanek został otwarty w 1876 przez Compagnie des chemins de fer du Midi et du Canal latéral à la Garonne.

## Położenie
Znajduje się na linii Carcassonne – Rivesaltes, na km 356,739 między stacjami Carcassonne i Verzeille, na wysokości 129 m n.p.m.

## Linie kolejowe
- Linia Carcassonne – Rivesaltes